# 東館村
東館村（ひがしだてむら）は秋田県北秋田郡にあった村。現在の大館市南東部、花輪線扇田駅の南東、秋田県道22号比内大葛鹿角線の起点から南東方向、犀川沿岸にあたる。

## 地理
- 山 : 高森、合窪山
- 河川 : 犀川、炭谷川

## 歴史
- 1889年（明治22年）4月1日 - 町村制の施行により、独鈷村、新館村、味噌内村、中野村の区域をもって発足。
- 1955年（昭和30年）3月31日 - 扇田町・大葛村・西館村と合併して比内町が発足。同日東館村廃止。

## 主な施設
- 独鈷大日神社